# Martin Eriksson (trestegshoppare)
Martin Eriksson, född 9 augusti 1983, är en svensk friidrottare (bland annat tresteg) tävlande för Örgryte IS.

## Personliga rekord
| Utomhus - Höjdhopp – 2,11 (Sollentuna 3 augusti 2002) - Tresteg – 16,07 (Mataró, Spanien 21 juli 2004) - Tresteg – 15,60 (Turin, Italien 6 juni 2006) - Tresteg – 16,27 (medvind 2.8 m/s) (Monachil, Spanien 14 juli 2007) | Inomhus - Höjdhopp – 2,09 (Västerås 23 februari 2003) - Höjdhopp – 2,09 (Västerås 22 februari 2003) - Tresteg – 15,82 (Malmö 21 januari 2007) - Tresteg – 15,82 (Malmö 20 januari 2007) - Tresteg – 16,02 (Stockholm 15 februari 2005) |